# اچ‌ام‌اس کاپیتان (۱۶۷۸)
اچ‌ام‌اس کاپیتان (۱۶۷۸) (به انگلیسی: HMS Captain (1678)) یک کشتی بود که طول آن ۱۴۹ فوت ۶ اینچ (۴۵٫۶ متر) بود.